# 魯西奇小組
破壞突擊偵察小組「魯西奇」（羅馬化：Diversionno-shturmovaya razvedyvatel'naya gruppa «Rusich»）是一個俄羅斯極右和新納粹軍事單位，在俄烏戰爭中與烏克蘭武裝部隊對抗。其聯合創始人兼領袖是阿列克謝·米爾恰科夫，並在瓦格納集團內運作。從2014年6月至2015年7月，「魯西奇」在頓巴斯戰爭中支援親俄軍事行動，在俄羅斯入侵烏克蘭時與俄羅斯軍隊並肩作戰。

## 歷史
魯西奇小組的基礎始於2009年，當時由來自聖彼得堡的新納粹份子阿列克謝·米爾恰科夫創立了一個軍事訓練基地。在他被派往頓巴斯前呼號叫「弗里茨」，之後在那裡他改呼號為「塞爾維亞人」。他參加由俄羅斯帝國運動武裝組織俄羅斯帝國軍團運營的新俄羅斯援助協調中心所舉辦之準軍事訓練計劃。米爾恰科夫和瓦格納集團名義上的領導人德米特里·烏特金都曾在第76近衛空中突擊師中服役。
根據米爾恰科夫的說法，「魯西奇」由「信仰斯拉夫本土教的民族主義者、來自俄羅斯和歐洲的志願者」組成，是一個「封閉性團體」，專門為俄羅斯民族主義者提供戰鬥訓練的單位。小組是由俄羅斯聯邦藥物管制局的GROM特種部隊成員組成。其中的成員庫茲涅佐夫兄弟康斯坦丁和鮑里斯是來自聖彼得堡的俄羅斯民族主義者。

### 頓巴斯戰爭
該組織自2014年6月以來一直在頓巴斯戰爭中站在親俄分裂分子一邊作戰，在烏克蘭後方進行偵察和破壞行動，並在戰爭初期的幾場關鍵戰役中發揮了重要作用。

#### 2014年
在2014年夏季，「魯西奇」與頓巴斯親俄武裝指揮官亞歷山大·「蝙蝠俠」·別德諾夫上校並肩作戰，參與了頓涅茨克機場的戰鬥。而烏克蘭武裝部隊則切斷通往那裡的公路，並將頓涅茨克封鎖。至少有一名波蘭新納粹組織「扎德魯加」的成員曾為該組織參加戰鬥。
「魯西奇」最著名的行動之一是在2014年9月5日，即停火協議應該生效後，在盧甘斯克州的梅塔利斯特和茨維尼皮斯基村附近埋伏了烏克蘭艾達營的一列車隊。安德里·赫維恰克是沃倫邁丹自衛隊的協調員，他說在2014年9月5日，艾達營的部分人在烏克蘭女飛行員納迪婭·薩夫琴科被俘的同一地點遭到伏擊。「魯西奇」和RRT「蝙蝠俠」小隊在公路上設置了伏擊，並攻擊了正在撤退的艾達營。而俄羅斯特種部隊伏擊艾達營的第二營。根據他的說法，被埋伏的戰士被殺害。2014年9月6日，烏克蘭最高拉達議員塞門·塞門琴科報告說，11名士兵在一次「由俄羅斯特種部隊安排」的伏擊中被殺害。而在同一天，有消息稱，營中有20至29名戰士在伏擊中被殺害。
「魯西奇」公開了一段對在埋伏中被俘的艾達營成員伊萬·伊塞克的審問影片。在該影片中，伊塞克的臉頰上刻有八臂「卐」符號——這是「魯西奇」使用的新納粹象徵。五天後，伊塞克身體的70％以上被灼傷，他在一家醫院接受了英國親俄宣傳者格雷厄姆·菲利普斯的採訪。伊塞克的父母指責菲利普斯違反新聞記者倫理標準。幾天後，伊塞克被從醫院綁架並被謀殺。驗屍報告顯示他的內臟被切除並搗亂，甚至包括將腦部碎片放入胃中。

#### 2015年
2015年1月1日，亞歷山大·別德諾夫和貼身衛兵被盧甘斯克人民軍伏擊中身亡。2015年1月，米爾恰科夫表示，他的部隊不再隸屬於盧甘斯克人民共和國。米爾恰科夫因別德諾夫之死稱盧甘斯克人民共和國首腦伊戈爾·普羅特尼茨基和盧甘斯克人民共和國政府為「婊子養的」，並表示他的部隊將「既對抗他們，又對抗烏克蘭人」。
2015年2月米爾恰科夫被列入歐盟制裁名單。
2015年，米爾恰科夫和揚·彼得羅夫斯基與其他團體的指揮官一起獲得了頓巴斯志願者聯盟的會員證書。返回烏克蘭後，該小組被轉移到阿列克謝·莫茲格沃伊的「幽靈旅」。2015年3月底，由於「魯西奇」受到盧甘斯克人民共和國國家安全部的迫害，該小組被重新部署到頓涅茨克人民共和國，成為維京營的一部分，參加了靠近沃爾諾瓦哈方向的戰鬥。2015年中期，該小組完全從頓巴斯撤出。

#### 2015年至2022年
從頓巴斯返回後，米爾恰科夫與私人軍事公司ENOT公司（代號「浣熊」）的右翼激進分子在俄羅斯的特殊營地中從事青少年的戰鬥訓練。在線版《白俄羅斯游擊隊》稱「浣熊」是一群參加了頓巴斯戰爭的俄羅斯武裝分子，並且他們與米爾恰科夫是密切的朋友。正如該出版物所指出的那樣，自2015年以來，「浣熊」開始在俄羅斯合法化。他們獲得了公共組織的地位和國家的全力支持，定期舉行軍事愛國遊戲集會。該組織的首席教官羅曼·泰倫科維奇同時領導頓巴斯志願者聯盟。
在2016年，作為「頓巴斯志願者聯盟」的成員，米爾恰科夫可能在當時俄羅斯總統助理弗拉季斯拉夫·蘇爾科夫的見證下，被克里米亞共和國首腦謝爾蓋·阿克肖諾夫授予獎項。然而，米爾恰科夫並未保持沉默，他在他的VKontakte社交媒體頁面上對盧甘斯克人民共和國領導層「虛張聲勢的反法西斯主義」提出了批評。
米爾恰科夫的副手揚·彼得羅夫斯基曾是挪威居民，他在那裡與一名與極右翼組織「奧丁戰士」和「北歐抵抗運動」有聯繫的挪威人一起生活和工作。這名俄羅斯人在頓巴斯衝突中的特殊聲譽顯然是壓垮挪威當局的最後一根稻草，他終於被認定對國家安全構成威脅。2016年10月，挪威警方逮捕了彼得羅夫斯基，並將他驅逐出境，遣返俄羅斯。
由於「魯西奇」發佈烏克蘭士兵被殺的照片以及有關該組織不留戰俘的報導，「魯西奇」成為烏克蘭媒體和部落客中負面評價最多的一個組織。2017年，烏克蘭軍事檢察官辦公室指控米爾恰科夫涉嫌謀殺40名烏克蘭士兵。
2017年，「魯西奇」武裝分子在敘利亞出現，守衛俄羅斯公司擁有具有重要戰略意義的石油和天然氣基礎設施。武裝分子在他們的Instagram帳戶（現已無法訪問）上發布了來自敘利亞中部巴爾米拉的照片，其中一名武裝分子在古代遺址前舉手行納粹禮。
2020年底，米爾恰科夫在接受采訪時表示，當時「魯西奇」的人數有幾十人，但「來了很多人，必須把他們淘汰掉」。

#### 俄羅斯入侵烏克蘭
在俄羅斯入侵烏克蘭時，該小組於2022年4月初返回烏克蘭。「魯西奇」的成員被拍攝到在烏克蘭哈爾科夫州的普列捷涅夫卡村出現。2022年，該小組及其指揮官米爾恰科夫和彼得羅夫斯基因在哈爾科夫州戰鬥中「特別殘忍」而被列入美國製裁名單。
2023年4月，「魯西奇」小組在其Telegram頻道上發布了一段影片，顯示一名被俘的烏克蘭士兵被刀斬首處決，並附有說明文字，稱還會有更多士兵被斬首。
2023年7月，揚·彼得羅夫斯基被芬蘭拘留，烏克蘭要求引渡他。隨後，魯西奇小組在其Telegram頻道上宣布，該小組將暫停「任何戰鬥任務」，直到「斯拉夫」（彼得羅夫斯基）被引渡到俄羅斯。

## 意識形態和符號
「魯西奇」被廣泛認為是極右翼極端分子和新納粹組織。
以下內容被用作該團體的符號：符文，特別是提瓦茲 (ᛏ) （意為軍事威力之神提爾）、八臂「卐」符號、死亡戰士之結和十四字真言。像許多俄羅斯民族主義者一樣，他們也使用反轉的俄羅斯帝國国旗（黑黃白三色），白色在上面。
米爾恰科夫成為俄羅斯新法西斯青年中的一位有影響力的人物。他也是少數返回俄羅斯後未受到逮捕影響的人之一。根據米爾恰科夫自己的說法，無論從上面做出多麼令人不滿的決定，他的組織都不試圖涉足政治。

## 另見
- 瓦格納集團
- 愛國者 (公司)
- 雷杜特